# L'insegnante di violoncello
L'insegnante di violoncello è un film italiano del 1989 diretto da Lorenzo Onorati.

## Trama
Leo è un venditore ambulante che, sempre accompagnato dal suo cane, intrattiene gli acquirenti sulla spiaggia raccontando storielle a un gruppo di ragazzi che in realtà vogliono conquistare le turiste in costume da bagno.
Intanto Mario, un ragazzo in vacanza con il padre, si innamora della sua insegnante di violoncello Margherita.
La bellissima e giunonica Margherita, che insegna musica e turba i sonni dei suoi allievi adolescenti, è subito la preda più ambita dai ragazzi sulla spiaggia. Ma sarà il padre di uno di loro a riuscire a concupirla.